# Appartementsrecht
Een appartementsrecht ontstaat wanneer een eigenaar zijn eigendomsrecht op een gebouw (met daarbij behorende grond) splitst in meerdere appartementsrechten.

## Typering

### Primair: aandeel in een gemeenschap
Een appartementsrecht is een aandeel in de eigendom van het gebouw of grond met het exclusieve gebruiksrecht van een bepaald afzonderlijk gedeelte (het privé-gedeelte).
Naast het genoemde aandeel in de zaken die in de splitsing zijn betrokken en het gebruiksrecht op een privé-gedeelte, wordt een derde component van een appartementsrecht gevormd door het verplichte lidmaatschap van een vereniging van eigenaars (VvE). Dat is bijvoorbeeld in Nederland en België het geval. In Duitsland worden de eigenaars van een appartementsrecht deelnemer in een Wohnungseigentümergemeinschaft, die een vergelijkbare functie heeft, maar technisch geen 'vereniging' is.
Naast splitsing door een eigenaar is het overigens ook mogelijk dat een erfpachter of opstaller zijn recht van erfpacht of opstal splitst, in welk geval het appartementsrecht recht geeft op een aandeel in het recht van erfpacht of opstal.

### Terminologie
Hoewel alle appartementseigenaars lid zijn van de VvE, betekent dit niet dat de VvE als eigenaar van het gebouw mag worden aangemerkt. De VvE is slechts de organisatiestructuur met de uiterlijke kenmerken van een vereniging, die de gang van zaken tussen de gezamenlijke appartementseigenaars regelt. Deze rechtspersoon VvE is niet de rechthebbende van het gesplitste goed of de afzonderlijke appartementsrechten. Alle appartementseigenaars zijn gezamenlijk (mede-)eigenaar van het geheel en vormen de gemeenschap van appartementseigenaars.
De term appartementsrecht is de juridische benaming voor het samenstel van het genoemde aandeel in het recht op het gebouw en de bijbehorende grond en het daaraan gekoppelde gebruiksrecht. Onder appartement wordt in het spraakgebruik verstaan, een afzonderlijke woning in een groter gebouw. Het eerste is abstract juridisch, het tweede concreet en feitelijk.

## Geschiedenis
In 1804 werd het appartementsrecht ingevoerd in de door Napoleon Bonaparte uitgevaardigde Code Civil (Burgerlijk Wetboek). In Angelsaksische landen, waar het 'common law' systeem gehanteerd wordt, was het bezit van onroerend goed traditioneel gekoppeld aan het bezit van de grond. In de Verenigde Staten werd er in 1958 voor het eerst een dergelijke wet ingevoerd in Puerto Rico. In 1960 volgde Utah. Termen die in Engelstalige landen gebruikt worden voor een complex dat in appartementsrechten is verdeeld zijn condominium (Verenigde Staten en een deel van Canada), strata title (Australië, Zuid-Afrika, Canada) en commonhold (Engeland en Wales). In Engeland en Wales bestaat deze vorm nog maar sinds 2004.

## De splitsing
Door splitsing valt het eigendomsrecht uiteen, of beter gezegd, wordt getransformeerd in nieuwe zakelijke rechten (geen onroerende zaken), waarbij het eigendomsrecht zelf tenietgaat. Na splitsing zijn de appartementsrechten zelfstandige registergoederen geworden, terwijl als keerzijde de goederen die in de splitsing betrokken zijn, niet meer vatbaar zijn voor overdracht, verdeling, bezwaring of uitwinning. In Nederland ontstaan de appartementsrechten door het opmaken van de authentieke notariële akte van splitsing en de splitsingtekening en deze vervolgens in de openbare registers ten kantore van het kadaster te doen inschrijven. De splitsingstekening en de akte duiden de gedeelten van het gebouw aan die blijkens hun inrichting bestemd zijn of worden om als afzonderlijk geheel te worden gebruikt (met een appartementsindex).

## De vereniging van eigenaars
In Nederland en België wordt daarnaast bij de akte van splitsing de Vereniging van Eigenaars (Nederland) of Vereniging van Mede-eigenaars (België) opgericht. Ook wordt door middel van de notariële akte een reglement voor deze vereniging vastgesteld. Eventueel kan dit later worden aangevuld met een huishoudelijk reglement.

## Kadastrale aanduiding
De afzonderlijke appartementsrechten kunnen over het algemeen wegens hun ligging niet op de kadastrale kaart worden getekend; het zijn geen naast elkaar gelegen percelen, maar veelal betreft het boven elkaar gelegen woonlagen. Het is om die reden verplicht om aan de notariële akte van splitsing een zogenaamde splitsingstekening te hechten.
De privé-gedeelten worden in de akte en op de tekening aangeduid met een indexnummer. Aan het gehele complex is voorafgaand aan het passeren van de splitsingsakte reeds een complexnummer toegekend door het kadaster. De kadastrale aanduiding van een appartementsrecht bestaat uit de aanduiding van het complex gevolgd door het indexnummer van het betreffende privé-gedeelte, met daartussenin de letter A van Appartement. Bijvoorbeeld:
Delfzijl R 125 A 3 (125 = complexnummer, 3 = appartementsaanduiding)
De gemeenschappelijke ruimtes, zoals het trappenhuis, hebben geen afzonderlijke aanduiding.

## De wettelijke regeling
Het appartementsrecht zoals hiervoor gedefinieerd (namelijk het recht op het aandeel in een gesplitst goed met het daaraan gekoppelde exclusieve gebruiksrecht) kan als appartementsrecht 'in enge zin' worden gekenmerkt. Het appartementsrecht 'in ruime zin' is het samenstel van rechtsregels, onderdeel van het burgerlijk recht, dat het appartementsrecht in enge zin beheerst.
In Nederland is dit is met name geregeld in artikel 106 en volgende van Boek 5 van het Burgerlijk Wetboek. De recentste grote aanpassing aan de wettelijke regeling dateert van 1 mei 2005.
In België wordt het appartementsrecht bepaald door artikel 577-3 e.v. van het Burgerlijk Wetboek en dateert de recentste grote aanpassing van 28 juni 2010.